# Daniel Ray Hull

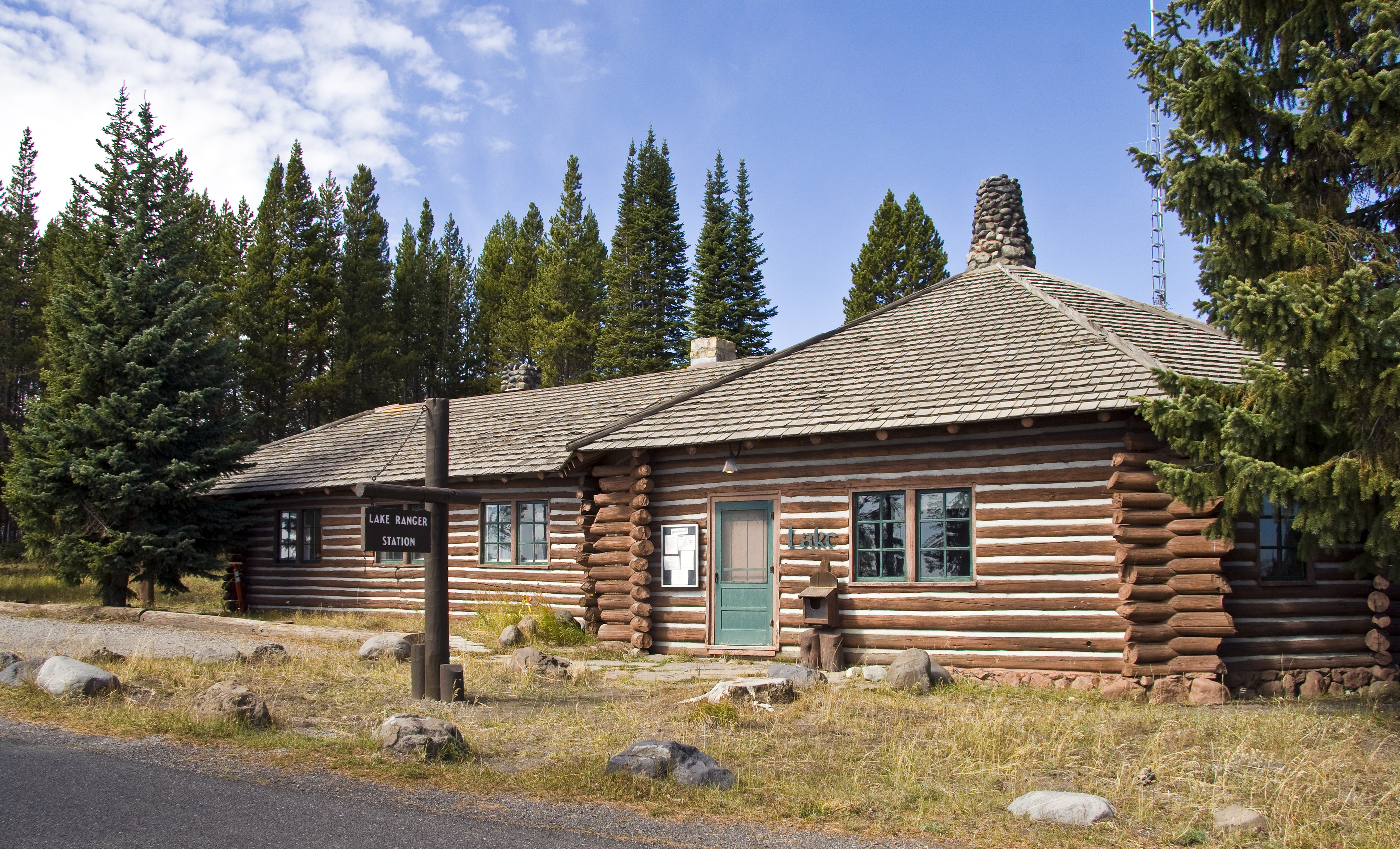
Lake Ranger Station (1922) in Yellowstone National Park

Daniel Ray Hull (Lincoln, 29 april 1890 – Alhambra, 1964) was een Amerikaans landschapsarchitect. Hull tekende in de jaren 1920 dorpen, landschappen en individuele gebouwen voor de National Park Service en later ook voor de California State Parks. Verschillende van Daniel Hulls creaties zijn mooie voorbeelden van de rustieke architectuur die geassocieerd wordt met de nationale parken. Enkele van Hulls projecten zijn de Montecito Country Estates in Montecito, de herplanning van de Yosemite Valley en Grand Canyon Village, de Grand Canyon Superintendent's Residence en verschillende ranger stations in Yellowstone National Park.